# Canthochilum xericum
Canthochilum xericum là một loài bọ cánh cứng trong họ Bọ hung (Scarabaeidae).